# Heimar Ilves
Heimar Ilves (* 15. September 1914 im Dorf Domnino, Gouvernement Orjol, Russisches Kaiserreich; † 5. Februar 2002 in Tallinn, Estland) war ein estnischer Komponist.

## Leben
Heimar Ilves studierte am Tallinner Konservatorium (heute Estnische Musik- und Theaterakademie) von 1932 bis 1937 Klavier bei Theodor Lemba sowie von 1937 bis 1940 Komposition bei Artur Kapp und Heino Eller. 1944/45 arbeitete er als Dozent für Musik.
Nach der Besetzung Estlands durch die Sowjetunion, arbeitete Ilves von 1945 bis 1948 als Waldarbeiter in der Oblast Molotow im Ural. Danach konnte er wieder nach Estland zurückkehren. 1949 schloss er sein Musikstudium am Staatlichen Tallinner Konservatorium ab.
Von 1950 bis 1965 war Heimar Ilves Dozent für Musikgeschichte am Staatlichen Tallinner Konservatorium. 1965 wurde er aus politischen und religiösen Gründen entlassen. Er erhielt Berufsverbot als Lehrkraft. In privaten Gesprächskreisen, an denen u. a. Arvo Pärt, Andres Mustonen und Jaan Rääts teilnahmen, wirkte er weiter.
Heimar Ilves ist vor allem als Komponist bekannt geworden. Er schrieb sechs Sinfonien (1959, 1964, 1967, 1967, 1971 und 1975). Darin dominiert ein philosophisch-dramatischer Unterton. Die 1959 geschriebene und 1964 uraufgeführte 2. Sinfonie widmete Ilves den Opfern des Stalinismus. Bekannt sind außerdem sein Kontsertiino für Klavier und Sinfonieorchester (1949), ein Klaviertrio (1941) und eine Klaviersonate (1940).